# Arifwala
Arifwala (Urdu عارِف والا) ist eine Stadt im Distrikt Pakpattan in der Provinz Punjab in Pakistan.

## Bevölkerungsentwicklung
| Zensusjahr | Einwohnerzahl |
| ---------- | ------------- |
| 1972       | 28.171        |
| 1981       | 43.654        |
| 1998       | 74.174        |
| 2017       | 111.403       |

## Wirtschafte
Die Industrie von Arifwala hängt von den in der Umgebung produzierten landwirtschaftlichen Gütern ab. Die Stadt produziert Getränke und Lebensmittel wie Reis und Mehl. Der Getreidemarkt der Stadt ist einer der größten Getreidemärkte in Pakistan.